# The Knob
The Knob (englisch für Der Knauf) ist eine markante, kuppelförmige und 40 m hohe Landspitze nahe dem westlichen Ende von Südgeorgien. Sie liegt am Westufer der Elsehul und trennt die Joke Cove im Westen von der östlich liegenden Inner Bay.
Die Kartierung und deskriptive Benennung der Landspitze geht auf Wissenschaftler der britischen Discovery Investigations im Jahr 1930 zurück.